# Juraj Dalmatinac

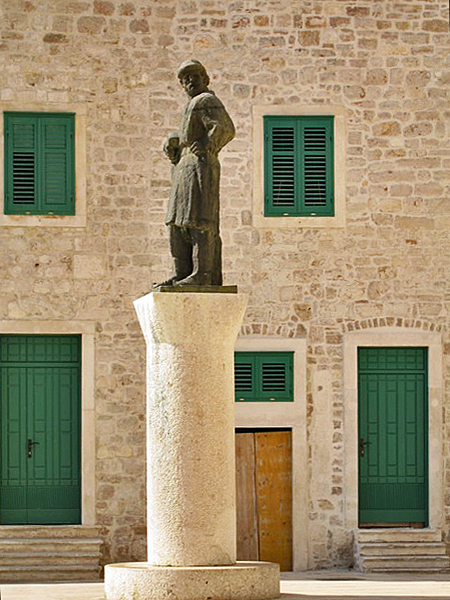
Juraj Dalmatinacs staty i Šibenik. Skulptör: Ivan Meštrović.

Juraj Dalmatinac (italienska: Giorgio di Matteo, Giorgio di Sebenico eller Giorgio Orsini, latin: Georgius Mathaei Dalmaticus), född omkring 1410 i Zara, död  10 oktober 1473 i Sebenico, var en skulptör och arkitekt från Dalmatien i dagens Kroatien. Han var främst verksam i staden Sebenico (dagens Šibenik) som under hans levnad lydde under republiken Venedig.

## Biografi
Juraj Dalmatinac föddes i staden Zara (dagens Zadar) då staden lydde under republiken Venedig. Han utbildades till arkitekt i Venedig och kom genom sina bidrag att representera den dalmatiska medeltida konstens guldålder som var starkt präglad av konsten i Venedig. Han bosatte sig senare i Šibenik där han dog 1473. 

## Verk
Juraj Dalmatinac var verksam som skulptör och arkitekt i både Dalmatien och i det som idag är Italien. Bland annat bidrog han till Sankt Jakobs katedral i Šibenik och Loggia dei Mercanti i Ancona. Flera palats i Spalato (dagens Split) bär hans signatur och han var även delaktig i uppförandet och färdigställandet av flera viktiga minnesmärken i republiken Dubrovnik, däribland Minčetatornet som utgör en del av Dubrovniks ringmur.

## Namn och etniskt ursprung
Juraj Dalmatinacs namn och etniska ursprung har länge varit ett föremål för dispyt. I Kroatien kallas han för Juraj Dalmatinac och i italienska källor för Giorgio Orsini, Giorgio di Matteo eller Giorgio di Sebenico. Hans latinska namn var Georgius Mathaei Dalmaticus.